# John Quincy Adams
John Quincy Adams, född 11 juli 1767 i Quincy, Massachusetts, död 23 februari 1848, var en amerikansk politiker; senator 1803, utrikesminister 1817–1825, president 1825–1829 och ledamot av representanthuset 1831–1848. Han var äldste son till president John Adams och Abigail Adams, och farfar till historikern Brooks Adams.
Han var amerikansk minister i Haag, Berlin, Sankt Petersburg och London. År 1817 blev han utrikesminister i James Monroes regering, ingick 1819 Floridaköpet med Luis de Onís, utformade Monroedoktrinen 1823 och efterträdde Monroe på presidentposten 1825 efter att ha vunnit presidentvalet trots att han fick färre röster än sin motståndare Andrew Jackson. 
Som president var Quincy Adams förespråkare för en stark federal styrelseform. I hans administration var Henry Clay utrikesminister, William Wirt justitieminister och Richard Rush finansminister.
Adams lyckades inte bli omvald i presidentvalet 1828. Ny president blev Andrew Jackson, som Adams segrat över fyra år tidigare. Adams valdes 1830 in i USA:s representanthus som representant för sin hemstat Massachusetts, en post han innehade fram till sin död 1848.

## Besök i Sverige
Under senhösten 1782 skulle den då femtonårige John Quincy Adams resa från Sankt Petersburg till sin far, John Adams, i Nederländerna för att där återuppta sina studier vid Universitetet i Leiden. Att resa genom Sverige betraktades vid denna tid som den enklaste resvägen från Sankt Petersburg till Västeuropa. Adams tillbringade två dagar i Helsingfors, innan han vid midnatt den 22 november 1782 anlände till källaren Sveriges Vapen på nuvarande Österlånggatan 29 i Stockholm. Han stannade i Stockholm till den 31 december 1782 och i landet till mitten av februari 1783. 
Besöket i Sverige gjorde bestående intryck på den unge Adams och han kallade de svenska medborgarna för "de mest godhjärtade, vänskapligaste och mest gästvänliga i Europa". Även de svenska kvinnorna gjorde bestående intryck på Adams. Under sitt drygt månadslånga besök i Stockholm öppnades flera dörrar för honom av assessorn Carl Bernhard Wadström, som Adams träffade i en bokhandel och blev vän med. Wadström nämns flera gånger i Adams dagbok. På sin resa söderut gjorde Adams även ett längre uppehåll i Göteborg. Han besökte också Norrköping, Linköping, Uddevalla, Trollhättan, Vänersborg, Kungsbacka, Varberg, Halmstad och Helsingborg. Adams besök i Sverige under perioden 22 november 1782 till 15 februari 1783 beskrivs utförligt i Adams egen dagbok.

## Utmärkelser
Asteroiden 4372 Quincy är uppkallad efter honom.